# Long Beach (Indiana)
Long Beach és una població dels Estats Units a l'estat d'Indiana. Segons el cens del 2000 tenia 1.559 habitants.

## Demografia
Segons el cens del 2000, Long Beach tenia 1.559 habitants, 661 habitatges, i 473 famílies. La densitat de població era de 578,8 habitants/km².
Dels 661 habitatges en un 22,7% hi vivien nens de menys de 18 anys, en un 65,7% hi vivien parelles casades, en un 4,5% dones solteres, i en un 28,3% no eren unitats familiars. En el 25,6% dels habitatges hi vivien persones soles el 15,4% de les quals corresponia a persones de 65 anys o més que vivien soles. El nombre mitjà de persones vivint en cada habitatge era de 2,36 i el nombre mitjà de persones que vivien en cada família era de 2,84.
Per edats la població es repartia de la següent manera: un 19,9% tenia menys de 18 anys, un 4,9% entre 18 i 24, un 14,2% entre 25 i 44, un 35,2% de 45 a 60 i un 25,8% 65 anys o més.
L'edat mediana era de 50 anys. Per cada 100 dones de 18 o més anys hi havia 90 homes.
La renda mediana per habitatge era de 71.364 $ i la renda mediana per família de 84.532 $. Els homes tenien una renda mediana de 71.563 $ mentre que les dones 41.250 $. La renda per capita de la població era de 43.159 $. Cap de les famílies i el 0,9% de la població estaven per davall del llindar de pobresa.

## Poblacions més properes
El següent diagrama mostra les poblacions més properes.